# Werner Kilian
Werner Kilian (* 8. April 1932 in Mainz) ist ein deutscher Diplomat, Jurist und Autor. Von 1988 bis 1994 war er Botschafter der Bundesrepublik Deutschland in Simbabwe.

## Leben
Kilian studierte Rechtswissenschaften an den Universitäten Bonn und Berlin sowie Völkerrechts- und Politikstudien in Genf. 1961 absolvierte er das zweite juristische Staatsexamen. Danach war er als Assessor tätig. 1965 wurde er in Bonn mit einer Dissertation im internationalen Seerecht (Neue Tendenzen zur Einengung der Meeresfreiheit) zum Dr. jur. promoviert.
1961 trat Kilian in den Auswärtigen Dienst ein, wo er zunächst in der Zentrale (Auswärtiges Amt) eingesetzt wurde. Von 1963 bis 1967 war er an der deutschen Botschaft in London tätig. Nach erneuter Verwendung in der Zentrale war er von 1970 bis 1973 ständiger Vertreter des Leiters der Botschaft in Kabul und von 1973 bis 1977 in der gleichen Position in Bukarest. Anschließend hielt er sich bis 1983 wieder an der Botschaft in London auf. Zu dieser Zeit bildete er sich zudem auf einem Lehrgang am Royal College of Defence Studies weiter. 1983 wurde er Leiter eines Referates der Kulturabteilung des Auswärtigen Amtes. Von 1988 bis 1994 war er außerordentlicher und bevollmächtigter Botschafter der Bundesrepublik Deutschland in Harare, Simbabwe. Später leitete er die Ausbildungsstätte Treptower Park in Berlin, wo das Auswärtige Amt Nachwuchsdiplomaten aus ehemaligen Ostblockstaaten ausbilden ließ. 1997 ging er in den Ruhestand. Danach war er als Sachbuchautor tätig.
Kilian ist verheiratet und hat fünf Kinder.

## Werk
Kilian verfasste zwei Sachbücher, die sich mit der historischen Außenpolitik und Diplomatie der Bundesrepublik Deutschland beschäftigen. 2001 erschien sein Werk Die Hallstein-Doktrin über die gleichnamige von 1955 bis 1969 geltende Doktrin, gemäß der die Aufnahme diplomatischer Beziehungen zur DDR durch Drittstaaten als „unfreundlicher Akt“ gegenüber der Bundesrepublik betrachtet werden musste. Kilian beschreibt darin die Entstehungsgeschichte und Auswirkungen der Doktrin, wobei er Akten beider Außenministerien als Quelle nutzte. Sein Buch wurde positiv von Rezensenten aufgenommen. So urteilte unter anderem Die Zeit, dass es sich um eine gut lesbare, kompetente und umfassende Geschichte der Hallstein-Doktrin handele. Sie besitze immer noch Aktualität, da die Doktrin eine Haltung ausdrücke, die weiterhin die „innere Einheit“ erschwere. Sowohl in diesem Buch als auch in einem 2005 erschienenen Interview mit der taz kritisierte Kilian, dass der damalige Außenminister Hans-Dietrich Genscher nach der Wende keine ehemaligen DDR-Diplomaten ins Außenministerium des vereinten Deutschlands übernommen hatte.
Kilians zweite Monografie Adenauers Reise nach Moskau wurde 2005 von der Konrad-Adenauer-Stiftung herausgegeben. Darin beschreibt der Autor den vom 8. bis zum 14. September 1955 stattfindenden Staatsbesuch Konrad Adenauers und dessen Delegation in Moskau nach Einladung der sowjetischen Regierung. Neben dem Ablauf geht Kilian auf die Auswirkungen der Reise ein. Er würdigt die Leistung Adenauers, zeigt aber auch auf, dass die Verhandlungen in Moskau weniger spontan und dramatisch als angenommen waren und die Heimkehr der Zehntausend bereits im Vorfeld von der Sowjetführung beschlossen worden war. Die Rezeption des Buches war überwiegend positiv, so bezeichnete es Robert Baag vom Deutschlandfunk als „eine den Spannungsbogen mühelos haltende politische Reisereportage.“ Die Beschreibung der Reaktionen auf den Staatsbesuch und die Analyse auf der Grundlage „neuester Akten- und Korrespondenzfunde“ seien „fesselnd und flüssig geschrieben“. Christian Kind von der Neuen Zürcher Zeitung kritisierte, dass das Buch außer den Informationen zur Freilassung der Kriegsgefangenen nicht viel neue Erkenntnisse bringe, sondern die gängige Sichtweise auf Adenauers Ostpolitik wiedergebe. Es sei aber „detailliert und doch kompakt“ und informiere so den interessierten Laien gründlich.

### Publikationen (Auswahl)
- Die Hallstein-Doktrin: der diplomatische Krieg zwischen der BRD und der DDR 1955–1973. Aus den Akten der beiden deutschen Außenministerien. Duncker und Humblot, Berlin 2001, ISBN 3-428-10371-8.
- Adenauers Reise nach Moskau. Hrsg. von der Konrad-Adenauer-Stiftung e.V. Herder, Freiburg im Breisgau 2005, ISBN 3-451-22995-1.
- mit Marcel Gall und Andreas Tschugguel: Vorsorge für den Todesfall: Testament, Schenkung, Bestattung, Verlassenschaftsverfahren. Linde, Wien 2013, ISBN 978-3-7093-0532-4.